# The World We Live In and Live in Hamburg
The World We Live In and Live in Hamburg – pierwsze wydanie koncertu zespołu Depeche Mode na kasecie VHS.

## WydaniaVirgin VideonaEuropę
- VVD063 1985
  1. Something to Do
  2. Two Minute Warning
  3. If You Want
  4. People Are People
  5. Leave in Silence
  6. New Life
  7. Shame
  8. Somebody
  9. Lie to Me
  10. Blasphemous Rumours
  11. Told You So
  12. Master and Servant
  13. Photographic
  14. Everything Counts
  15. See You
  16. Shout
  17. Just Can’t Get Enough

## WydaniaWarner Reprise Video/Sire/MutenaUSAiJaponię
- 38107-3 1985
  1. Something to Do
  2. If You Want
  3. People Are People
  4. Somebody
  5. Lie to Me
  6. Blasphemous Rumours
  7. Told You So
  8. Master and Servant
  9. Photographic
  10. Everything Counts
  11. Just Can’t Get Enough

## Informacje
Nagrano podczas koncertów w Hamburgu w Sporthalle Alsterdorf podczas Some Great Reward Tour w XII 1984 r: A Picture Music International Production

Produkcja: Mellisa Stokes

Reżyseria: Clive Richardson